# Grupa „Stalowa Wola”
Grupa „Stalowa Wola” – grupa taktyczna Wojska Polskiego, improwizowana w czasie kampanii wrześniowej 1939.

## Historia grupy
Grupa nie występowała w organizacji pokojowej Wojska Polskiego i nie była ujęta w planie mobilizacyjnym „W”. 8 września 1939 szef bezpieczeństwa Zakładów Południowych, podpułkownik piechoty stanu spoczynku Stanisław Trzebunia rozpoczął organizację obrony zakładu i miasta Stalowa Wola. W dalszym ciągu kampanii wrześniowej stanął na czele Grupy „Stalowa Wola” Początkowo dysponował kompanią wartowniczą, dwiema kompaniami karabinów maszynowych przeciwlotniczych oraz dwoma plutonami półstałymi artylerii przeciwlotniczej 40 mm nr 1008 i 1009.
10 września czołowe oddziały Grupy Operacyjnej „Boruta” doszły do Sanu i przeszły przez rzekę po mostach w obszarze od Rozwadowa po Sieniawę. W rejonie Zarzecza i Ulanowa zbierała się 6 Dywizja Piechoty. Z rozkazu dowódcy dywizji, gen. bryg. Bernarda Monda, podpułkownik Trzebunia otrzymał zadanie osłony mostów na Sanie przy użyciu posiadanych sił oraz podporządkowanych mu doraźnie oddziałów. Pod Rozwadowem stanął batalion wartowniczy majora Koellnera, kompania karabinów maszynowych kapitana Przybosia, przybyła z Baranowa Sandomierskiego, i 5. bateria 6 pal porucznika Duszczyńskiego, która w dniach 11–12 września działała w Krakowskiej Brygadzie Kawalerii; dalej na południe stanął batalion zbiorczy kapitana Grocholaka; w Zarzeczu – część II/49 pp majora Łapińskiego, kompania karabinów maszynowych kapitana Wnętrzaka i kompania (ok. policjantów) pod dowództwem komisarza PP z Krakowa oraz 3. bateria 40 pal kapitana Kazimierza Jordana na stanowiskach ogniowych w rejonie Zarzecza; w rejonie Ulanowa i Wólki Tanewskiej stał w dniach 10–13 września III batalion 165 pp podpułkownika Sokólskiego. Artylerię przeciwlotniczą zakładów w Stalowej Woli (dwa plutony), generał Mond włączył do 6 DP.
Między świtem, a południem 12 września 6 DP wyruszyła spod Niska przez Janów Lubelski i Momoty Górne do lasów między Frampolem, a Biłgorajem. Oddział ppłk. Trzebuni pozostał nad Sanem, od Rozwadowa po Ulanów. W nocy z 13 na 14 września oddziały ppłk. Trzebuni odeszły znad Sanu i od świtu obsadziły pozycję opóźniającą na skraju lasu Krzaki (województwo podkarpackie)–Huta Deręgowska, a następnie bez naporu nieprzyjaciela maszerowały na Janów Lubelski, by dołączyć do Grupy „Sandomierz”. 16 września grupa ppłk. Trzebuni broniła Janowa Lubelskiego. W nocy z 16 na 17 września grupa ruszyła nocą przez Frampol ku północy na Turobin, by przedostać się do Krasnegostawu, osiągając rano 17 września rejon wsi Gródki–Huta Turobińska.
W godzinach popołudniowych 17 września podjęto dalszy marsz. W straży przedniej maszerowały części II/49 pp majora Łapińskiego i 5/6 pal porucznika Duszczyńskiego. Według relacji ppłk. Trzebuni w przedwieczornym boju pod Turobinem 17 września został rozbity batalion majora Łapińskiego i stracono dwa działa 5/6 pal, a jej dowódca porucznik Duszczyński poległ w chwili odprzodkowania 1. działonu (relacja działonowego kaprala Mieczysława Heroda). Grupa wycofała się z powrotem do lasów na południowy zachód od Turobin i Huty Turobińskiej. Dołączyła tu 9. bateria 55 pal podporucznika Andrzeja Zbyszewskiego. Około południa 18 września grupa została ponownie zaatakowana przez oddziały niemieckiej 4 Dywizji Piechoty i walka trwała aż do zmierzchu. Wieczorem grupa ruszyła w kierunku północno-zachodnim na Batorz, jednak około północy, po przejściu wsi Tokary, samochody pancerne niemieckie wdarły się w środek kolumny i odcięły tylna jej część wraz z dwudziałową 5/6 pal pod dowództwem ppor. rez. Mieczysława Opary i 9/55 pal. Część przednia z ppłk. Trzebunią dotarła nad ranem 19 września do lasu pod Batorzem. Otrzymawszy wiadomość o zajęciu przez Niemców Lublina, ppłk Trzebunia 20 września przeszedł ze swymi niedobitkami do lasów na południe od Janowa Lubelskiego i doczekał się w nich przybycia oddziałów grupy pułkownika Tadeusza Zieleniewskiego. Odcięta część kolumny pod Tokarami rozproszyła się, część żołnierzy wpadła do niewoli. W 5/6 pal zniszczono działa, natomiast ppor. Zbyszewski zdołał wyprowadzić swoją 9/55 pal z okrążenia i dołączył do SGO „Polesie”.

## Organizacja i obsada personalna grupy
| Organizacja i obsada personalna grupy           | Organizacja i obsada personalna grupy       | Organizacja i obsada personalna grupy |
| Nazwa stanowiska                                | Stopień, imię i nazwisko                    | Uwagi                                 |
| ----------------------------------------------- | ------------------------------------------- | ------------------------------------- |
| dowódca grupy                                   | ppłk piech. st. sp. Stanisław Trzebunia     |                                       |
| dowódca batalionu wartowniczego                 | mjr piech. Zbigniew Koellner                | †11 X 1943 KL Auschwitz               |
| dowódca batalionu improwizowanego               | kpt. adm. (piech.) Benedykt Józef Grocholak |                                       |
| dowódca kompanii ckm                            | kpt. piech. Eugeniusz Józef Nagel           | niemiecka niewola                     |
| dowódca kompanii plot. km typ B nr 102          | kpt. piech. rez. Jan Przyboś                | 2 XI 1939 więzienie w Rzeszowie       |
| dowódca kompanii plot. km typ B nr 107          | kpt. adm. (piech.) Alfons Wnętrzak          | †1940 Charków                         |
| dowódca części II batalionu 49 pułku piechoty   | mjr piech. Michał Łapiński                  | 18 IX 1939 niemiecka niewola          |
| dowódca części III batalionu 165 pułku piechoty | ppłk piech. Eugeniusz Sokólski              | †1940 Charków                         |
| dowódca 6 kompanii 202 pułku piechoty           | kpt. piech. Sergiusz Pisarczuk              |                                       |
| dowódca 5 baterii 6 pułku artylerii lekkiej     | por. art. Franciszek Duszczyński            | †17 IX 1939 Turobin                   |